# Émile Oscar Dubois
Pour les articles homonymes, voir Émile Dubois et Dubois.
 Émile Oscar Dubois , né à Hermonville le 12 mai 1842,  mort à Paris le 22 janvier 1928 est un général français, grand officier de la Légion d'honneur.

## Biographie
Fils de Jean-Baptiste Dubois (1819-1898), instituteur et de Margueritte Guerlet, il entre à l'École polytechnique en 1859, sous-lieutenant à l'École d'application de l'artillerie et du génie de Metz ; il entre alors au 1er régiment du génie. 
Il fait la guerre de 1870 à l'Armée du Rhin au 6e corps. Puis il seconde le colonel de Chareton au 5e corps, il est fait prisonnier à la bataille de Sedan. De retour de captivité il est affecté à l'armée versaillaise.
Il est secrétaire général de la Présidence de la République, chef de la Maison militaire d'Émile Loubet, membre du Comité technique du Génie. Il habite le château de Marzilly, commune d'Hermonville.
Ses obsèques ont eu lieu à Hermonville.